# Cargolet pitblanc
El cargolet pitblanc (Henicorhina leucosticta) és un ocell de la família dels troglodítids (Troglodytidae).

## Hàbitat i distribució
Habita el sotabosc de la selva pluvial de les terres baixes des de l'est de San Luis Potosí, Hidalgo i nord de Veracruz, cap al sud, pel vessant del Golf de Mèxic. Localment també al vessant del Pacífic a Chiapas i Guatemala, fins Nicaragua, ambdues vessants de Costa Rica (excepte el nord-oest) i Panamà, i des de l'oest, nord i sud-est de Colòmbia, sud de Veneçuela i Guyana, cap al sud, per l'oest dels Andes, fins al nord-est de l'Equador fins Pichincha, i el vessant oriental dels Andes, cap al sud, a través de l'est de l'Equador fins al centre del Perú i nord del Brasil.